# Alexandre Rola

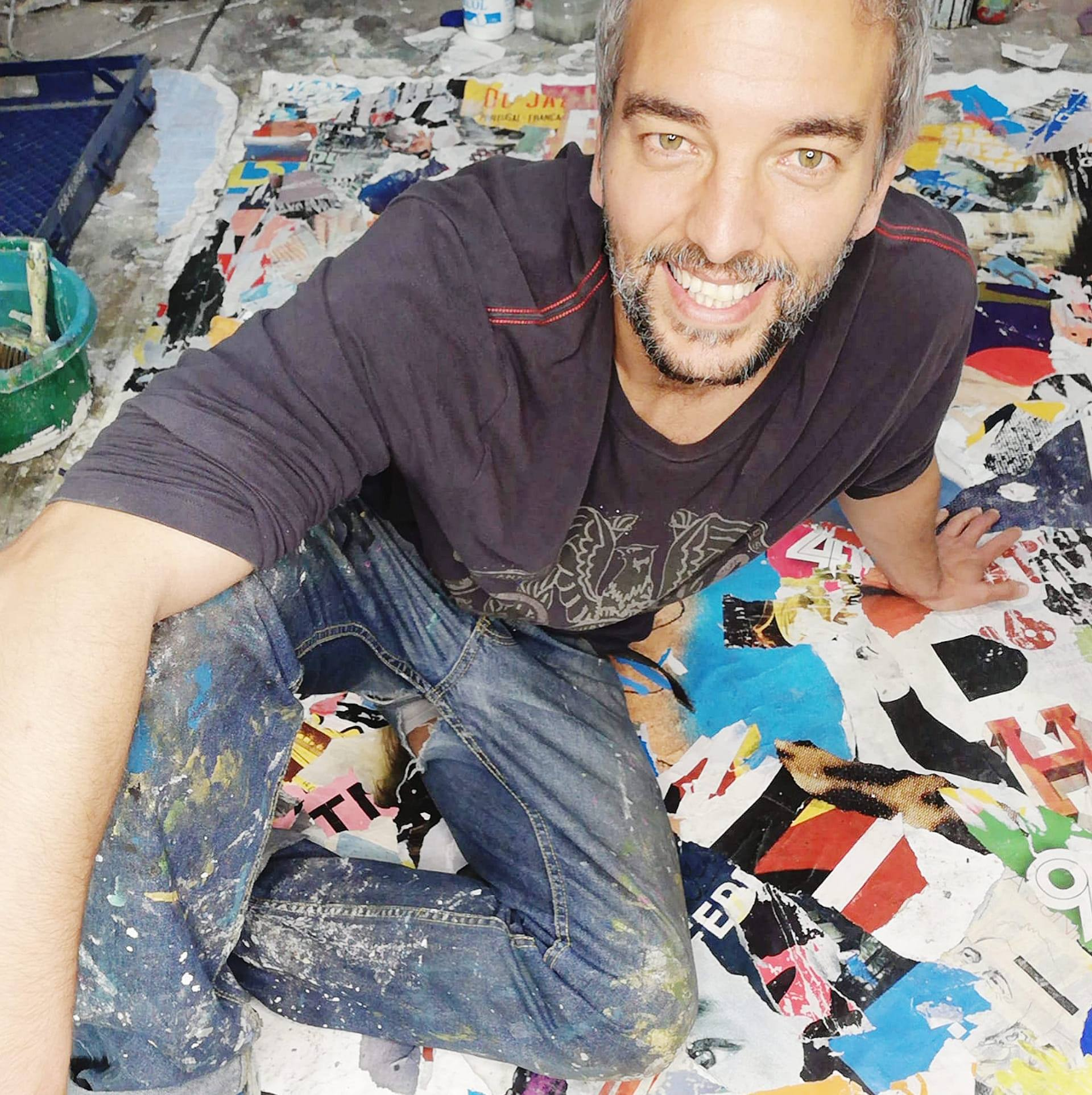
Foto de Alexandre

Alexandre Nuno Seabra Marques Rola  (Porto, 27 de Outubro de 1978), conhecido por Alexandre Rola, é um artista português.

## Exposições (seleção)

### Exposições Individuais
- “Entre Paredes, LIT Paredes, 2023;
- "Começar de novo" Alor Gallery, Porto, 2022

- “Obras Selecionadas”, Galeria Piso 2, Felgueiras 2020;
- “Sujeito não é objeto”, AMIarte, Porto 2019;[1]
- “O encontro e outras coisas” Davinci art gallery, 2018;[2]
- “Still Looking”, Galeria Geraldes da Silva, Porto, 2018 ;[3]
- ”Look Back, Go Ahead”, Galeria Shairart Dst, Braga;[4][5]
- ”Terra” Galeria metamorfose, 2017;
- "Terra", Galeria Quarto Duplo, V.N. Cerveira, 2016;
- ”O Mergulho”, Museu de Ovar, Ovar, 2015;
- Instalação “O Zé”, Universidade de Arquitetura de Madrid, Madrid, 2014;
- Instalação “Lágrimas de Portugal”, 17ª Bienal de Cerveira;
- “ O mergulho” ABC, Aveiro, 2014;
- “O mergulho”, Galeria Por amor a arte, Porto 2013;
- “Circus” – Fábrica Braço de Prata, Lisboa 2012;
- Intervenção Mural na FBP, Lisboa 2012;
- Intervenção mural –“Coração Acelerado” para Guimarães2012
- "Circus”- CLP, Porto 2011
- Instalação “Atelier” no Palácio das Artes, Porto 2011
- Instalação Fotográfica “Watch” no PA- Fábrica de Talentos, Porto 2011
- Instalação e Pintura ao vivo no Palácio das Artes, Porto 2010
- Exposição inaugural do Palácio das Artes, Porto 2010
- “Home+” na galeria Bestartis, Lisboa 2009
- “Home+” na galeria do CLP, Porto, 2008

Exposições Coletivas
- Itinerário da Liberdade, Casa da cultura de Paredes, 2024;
- Artista convidado- 5ª Bienal internacional de arte de Gaia;
- Grupo provisório, Galeria Porto oriental;
- Grupo Provisório, Seia, 2022;
- Artista convidado-Bienal de arte contemporânea- Linha de água, Macedo de Cavaleiros, 2022;
- Circular- Espaço de artes J. Marinho, Vila Real, 2022;
- Casa Cultural de Paredes, Os respingadores, Paredes, 2022;
- Galeria Barca Dalva, “Solidariedade e paz”, 2022;
- Museu Abel Manta- O Sortilégio da Serra da estrela, 2021;
- Galeria Árvore com alma, "Impossibilidade de tudo", 2021;
- Galeria Davinci – “Símbolo do artista”, 2021;
- Galeria Davinci- “The exhibition V”, Porto, 2021;
- Centro Cultural Adriano Moreira- “Rostos da Multidão”, Bragança, 2021;
- Museu da Água- “Os sons da água", Coimbra, 2021; Artista convidado-Bienal de Gaia, V.N.Gaia, 2021;
- "Ao quadrado", Davinci art gallery, porto , 2020;
- "Livros de Artista, Diversidade de Espaços”,Galeria Fundação Caixa Agrícola do Noroeste - Bienal Internacional de Arte de Cerveira, 2020;
- "Artistas pela Paz", Galeria Barca d'Artes, Viana do Castelo, 2020;
- “ The Exhibition III”, Davinci art Gallery, Porto 2019;
- “Perfeita Libação- Art Transforming”, Museu Anadia, Anadia 2019;
- “Dina 5”, Davinci art Gallery, Porto 2019;
- "45 anos, 45 artistas com abril", Centro Cultural do Alto Minho, Viana Castelo 2019;
- “Sophia, Mulher, Poesia”, Tribunal da Relação Do Porto, Porto 2019;
- "Art Now", Galeria Metamorfose, Porto 2019;
- “Valha-nos Sta Barbara“, Galeria Avenida, Coimbra 2019;
- “Coletiva”, Galeria Porto Oriental, Porto 2018;
- "Arte Urbana em Mupis", Fundação AMI, Porto 2018
- “The Exhibition II”, DaVinci art Gallery, Porto 2018;
- " O circo na arte portuguesa"- Fernand Léger, Porto 2018;
- “O retrato”, Galeria Metamorfose, Porto 2018;
- Livros de artista, Bahia, Brasil 2018;
- “Twenty of 17” Davinci art Gallery, Porto 2017;
- “Exposição Arte&Negócios2017” PBS, Porto 2017;
- 2ª Bienal internacional de Gaia, 2017;
- XIX Bienal Internacional de Cerveira, 2017;
- «Brinquedos», na Galeria Porto Oriental, 2016;
- "Arte postal II" & "Acervo" na Galeria Metamorfose, 2016;
- Galeria Municipal Barcelos, Barcelos, 2016;
- "Ensejo do Desenho", Davinci art Gallery, Porto, 2015;
- 18º Bienal de Cerveira, V.N.Cerveira; 1º Bienal de Gaia 2015
- Instalação “O Zé”, festival Recuore; léon-Espanha. 2015
- I Bienal Gaia, 2015
- “Aduntorium non Constant” Davinci art Gallery, Porto 2014
- “Van-Doma”, Douro Marina, Gaia 2014
- “Outonos Inquietos” no Museu de Arte da Fundação Dionísio e Alice Cardoso Pinheiro, Águeda 2014
- Seleção de artistas portugueses contemporâneos na THE PEACH GALLERY, TORONTO 2014
- È a crise”, Galeria Metamorfose, Porto 2013
- “Arte & Negócios”, Porto Business School, Porto 2013
- Lobo Ibérico- Galeria Alves da Silva, Porto 2013
- Plural Out Project - Bienal de Cerveira, V.N.Cerveira 2013
- “Deep inside” – Get Set Art festival, Porto 2012
- «Arte Pintada a Letras» – Museu Espinho, Espinho 2011
- “VII ciclo de apresentações Artísticas” Penafiel 2009
- “Não lugares de reflexão no CC Cascais, Lisboa 2009
- AVEIROARTE, Aveiro 2009
- 5ª Bienal de Pintura Arte Jovem de Penafiel, Penafiel 2008

## Prémios
- Artista plástico do ano- PrémiosLux, 2013
- Vencedor do MostraPorto 2012;
- Prémio IX Bienal Eixo Atlântico 2011;
- 1º prémio de fotografia Black&white- Festival internacional audiovisual;
- 1º prémio de fotografia Argo, Rio Tinto, 2008;
- Prémio de pintura Desigual, Espanha, 2007;